# 블랙★록 슈터

블랙★록 슈터(일본어: ブラック★ロックシューター, 영어: BLACK★ROCK SHOOTER)는 일본의 일러스트레이터 huke가 디자인한 오리지널 캐릭터와 이를 바탕으로 한 음악·애니메이션 작품이다. B★RS 또는 블록슈라는 약칭으로 불리기도 한다.

## 개요
원래는 huke가 픽시브와 자신의 블로그에 투고한 캐릭터 일러스트로, 팔에 초당 20발의 암석을 발사할 수 있는 대포를 장착한 15세 소녀이다. 좌우의 길이가 다른 검은색 트윈 테일을 하고 있으며, 일러스트나 피규어의 바리에이션으로 칼이나 대검을 가지고 있는 모습도 있다. 그러나 일러스트 당초에는 이렇다 할 만한 설정은 없었으며, 단지 소녀가 무기를 가지고 있는 그림을 그린 것이라고 한다.
인기를 끌게 된 것은 supercell의 ryo가 이 캐릭터에 착안해 하츠네 미쿠로 곡을 제작하고 huke가 영상을 만들어 '하츠네 미쿠가 오리지널 곡을 불러 줬어요 - 블랙★록 슈터'라는 동영상을 2008년 6월 13일에 니코니코 동화에 투고하면서부터이다. 이후 니코니코 동화에서는 2008년 말까지 100만회가 넘는 재생횟수를 기록하고, 같은 해 6월 15일에 실시된 '데일리 종합 마이리스트 랭킹'에서는 1위를 차지하는 등, 노래 자체가 큰 반향을 얻음과 동시에 영상에 등장하는 캐릭터도 주목을 받았다.
또한 supercell의 데뷔 앨범 'supercell'에도 이 노래가 수록되었으며, huke의 일러스트를 입체화 하여 PVC 도장을 한 완성품 피규어가 '1/8 스케일 피규어 블랙★록 슈터'라는 이름으로 굿 스마일 컴퍼니에서 판매되었다. 또한 2010년 7월 애니메이션이 공개되었다.

## 노래
노래 '블랙★록 슈터'는 huke가 그린 일러스트에 착안한 supercell의 ryo가 음성 소프트인 하츠네 미쿠로 곡을 제작한 것으로, ryo는 이 노래를 '가사가 중요한 읽는 음악'으로 제작했다고 밝혔다.'블랙★록 슈터'의 일러스트는 당시 슬럼프였던 huke가 회복한 계기이다. huke는 ryo가 '블랙★록 슈터'의 일러스트를 단순히 본 것이 아니라 캐릭터에 담은 구상이나 배경이 모두 가사에 반영된, 자신의 이미지 그대로의 노래가 만들어진 것에 대해 놀랐다는 소감을 밝혔다.
이 곡은 2009년 3월 4일에 '소니·뮤직 엔터테인먼트'로부터 발매된 supercell의 메이저 데뷔 앨범인 'supercell'에서 모두 재녹음을 하여 동영상과 함께 수록되었다. 이후 2009년 9월 30일에 발매된 애니메이션의 파일럿판을 수록한 블루레이/DVD인 'BLACK★ROCK SHOOTER -PILOT Edition-'에서는 하츠네 미쿠의 추가 라이브러리인 '하츠네 미쿠·어펜드 (MIKU APPEND)'의 개발 도중에 만들어진 베타 판을 사용한 음악 CD가 수록되었다. 또한 2009년 4월에 방송된 '블랙★록 슈터'의 피규어의 텔레비전 CM에서도 이 곡이 사용되었다.

## 애니메이션
- 2009년 9월 30일에 파일럿판을 수록한 DVD·블루레이 디스크와 신규 음원을 수록한 CD 세트인 'BLACK★ROCK SHOOTER -PILOT Edition'이 발매되었다.
- 2010년 7월, 애니메이션 본편이 발매되었다.
- 2010년 12월 9일, 8화 단행으로 애니메이션화가 결정되었다.
- 2012년 2월 2일, 후지 TV에서 8화 단행으로 방송된다.

### 스태프
- 원작 : huke
- 음악 : ryo(supercell)
- 감독 : 요시노카 시노부(일본어: 吉岡忍)
- 캐릭터 디자인 : 마츠오 유스케(일본어: 松尾祐輔)
- 배경 : 케사마루 에미(일본어: 袈裟丸絵美)
- 동화검사 : 타카다 요코(일본어: 高田謡子)
- 색채설정 : 나카지마 카츠코(일본어: 中島和子, A-1 Pictures 소속)
- 촬영감독 : 히로오카 타케시(일본어: 廣岡岳, 아스테리즘 소속)
- 음향제작 : 라쿠온샤(일본어: 楽音舎)
- 편집 : 츠보네 켄타로(일본어: 坪根健太郎, REAL-T 소속)
- 비디오 편집 : Q-tec
- 감수 : 야마모토 유타카(일본어: 山本寛)
- 애니메이션 제작 : Ordet
- 제작·발매원 : B★RS Project
- 판매원 : 굿 스마일 컴퍼니

## 게임
ブラック★ロックシューター ~The Game~ (Black★Rock Shooter ~The Game~)으로 제작되었다.
애니메이션의 내용과는 전혀 관계 없는 내용으로 제작, 발매되었다.